# Cryptus obscurus
Cryptus obscurus là một loài tò vò trong họ Ichneumonidae.